# Metropolie Princovy ostrovy
Metropolie Princovy ostrovy je jedna z metropolií Konstantinopolského patriarchátu, nacházející se na území Turecka.

## Historie
Roku 1924 byly ostrovy patriarchálním tomosem odděleny od Metropolie Chalkédón a staly se samostatnou metropolií.

## Současnost
Sídlem metropolitů je Büyükada, kde se také nachází katedrála sv. Demetria. Současným metropolitou je Dimitrios (Kommatas).
Současný titul metropolitů je; Metropolita Princových ostrovů a exarcha Propontisu.
Pod metropolii patří osm chrámů;
- Chrám svatého Demetria (Büyükada)
- Chrám Zesnutí přesvaté Bohorodice (Büyükada)
- Chrám proroka Eliáše (Büyükada)
- Chrám svatého Mikuláše (Heybeliada)
- Chrám svaté Barbory (Heybeliada)
- Chrám svatého Jana Křtitele (Burgazada)
- Chrám proroka Eliáše (Burgazada)
- Chrám Narození Přesvaté Bohorodice (Kınalıada)